# 1587 en santé et médecine
| Années de la santé et de la médecine : 1584 - 1585 - 1586 - 1587 - 1588 - 1589 - 1590    |
| Décennies de la santé et de la médecine : 1550 - 1560 - 1570 - 1580 - 1590 - 1600 - 1610 |

Cet article présente les faits marquants de l'année 1587 en santé et médecine.

## Événements
- 19 octobre : mort de François Ier, grand-duc de Toscane, souvent attribuée à un empoisonnement par l'arsenic, mais qui pourrait n'avoir été causée que par la malaria[1].

## Fondations
- Fondation de l'hôpital Santa Maria della Pace, à Naples, via Tribunali, par les frères de Saint-Jean-de-Dieu[2].
- Le médecin Sholz von Rosenau fonde un jardin botanique à Breslau[3].
- L'hôpital Sainte-Marie de l'Humilité (Ospedale di Santa Maria dell'Umiltà (it)) de Florence, fondé en 1382 par Simone Piero Vespucci, est confié aux hospitaliers de  Saint-Jean-de-Dieu par Ferdinand Ier, grand-duc de Toscane[4],[5].

## Publications
- Eustachio Rudio publie son De virtutibus et viciis cordis[6],[7].
- Dans son De tumoribus secundum locos affectos publié à Venise[8], l'anatomiste Jules-César Arantius (1530-1589), élève de Vésale, aborde les problèmes posés par l'éclairage dans l'exploration visuelle des organes internes[9].

## Naissances
- 8 janvier : Johannes Fabricius (mort en 1616), fils de David Fabricius, devenu astronome, comme son père, après avoir renoncé à ses études de médecine[10].
- 25 mars : Giuseppe degli Aromatari (mort en 1660), médecin, botaniste et homme de lettres italien[11].
- Domenico Panaroli (en) (mort en 1657), médecin et philosophe italien[12].
- René Moreau (mort en 1656), que Guy Patin désigne comme un « excellent médecin de Paris » et dont il qualifie de « beaux et doctes[13] » les commentaires de son édition de la Schola Salernitana[14].

## Décès
- 1er janvier : Francisco Hernández (né en 1515), botaniste espagnol chargé en 1570 par le roi Philippe II de rédiger une description de toutes les plantes médicinales endémiques des colonies américaines[15],[16].
- 17 novembre : François Rasse des Neux (né vers 1525), médecin et chirurgien français, fils du médecin François Rasse l'Ancien († 1561[17],[18]).
- Leonardo Botallo (né en 1530), médecin piémontais[19].
- Girolamo Donzellini (it) (né vers 1513), médecin italien converti au protestantisme, accusé d'hérésie par l'Inquisition et condamné à la mort par noyade[20],[21],[22].
- Nicolas Houël (né vers 1520 ou 1524), apothicaire parisien[23],[24].
- Francesco Alessandri (né vers 1529), médecin italien, au service du duc de Savoie[25], auteur d'un traité de peste paru en 1586[26].
- Giovanni Battista Cavallara (it) (né à une date inconnue), homme de lettres et médecin italien[27].
- Vers 1587 ou 1588[28] : Juan Valverde de Amusco (en) (né vers 1525), anatomiste espagnol, surtout connu comme auteur, en 1556, d'une importante Historia de la composicion del cuerpo humano[29].